# Tetracera breyniana
Tetracera breyniana är en tvåhjärtbladig växtart som beskrevs av Schlecht. Tetracera breyniana ingår i släktet Tetracera och familjen Dilleniaceae. Inga underarter finns listade i Catalogue of Life.